# Mariachi Plaza (Metro de Los Ángeles)
Mariachi Plaza es una estación subterránea de la Línea E del Metro de Los Ángeles y es administrada por la Autoridad de Transporte Metropolitano del Condado de Los Ángeles. La estación se encuentra localizada en el distrito Boyle Heights en la ciudad de Los Ángeles, California. Por la calle Primera y Avenida Boyle en Mariachi Plaza. La estación Mariachi Plaza fue inaugurada en 2009 como parte de la extensión a Eastside de la línea Oro. Su nombre es por la plaza que se encuentra justamente encima de la estación. Un lugar de encuentro de músicos. Específicamente de Mariachis, similar que en Plaza Garibaldi en la Ciudad de México. El estado de Jalisco dono  el Templete, y la ciudad honro a Lucha Reyes con una estatua localizada en la plaza.

## Conexiones de autobuses
- Metro Local: 30, 620